# Verkehrsgemeinschaft Schweinfurt

Logo Verkehrsgemeinschaft Schweinfurt

Die Verkehrsgemeinschaft Schweinfurt (VSW) war eine Verkehrsgemeinschaft des Öffentlichen Personennahverkehrs für das Gebiet der kreisfreien Stadt Schweinfurt und den Landkreis Schweinfurt. 23 Buslinien von örtlichen Busunternehmen und zwei Bahnlinien der Erfurter Bahn bzw. der Deutschen Bahn, boten einen Gemeinschaftstarif an. Die Angebote der Deutschen Bahn bzw. die Bahncard und das Bayern-Ticket wurden zudem auf den meisten Linien anerkannt.
Zum 1. Januar 2025 wurde der Verbund in den neuen Verkehrsverbund Nahverkehr Mainfranken integriert und aufgelöst.

## Beteiligte Verkehrsunternehmen

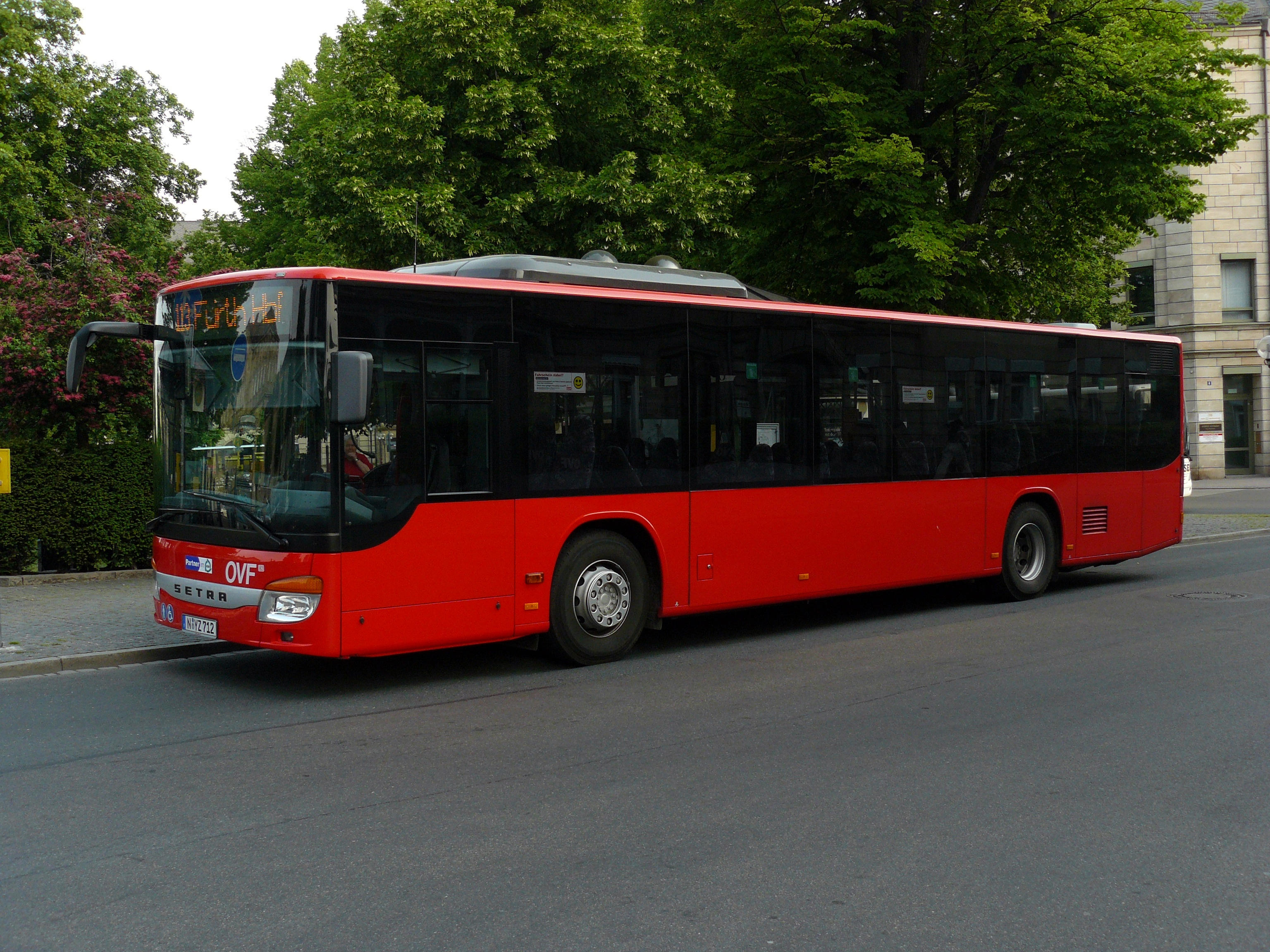
Roter Bus der Omnibusverkehr Franken (OVF) (DB Frankenbus)

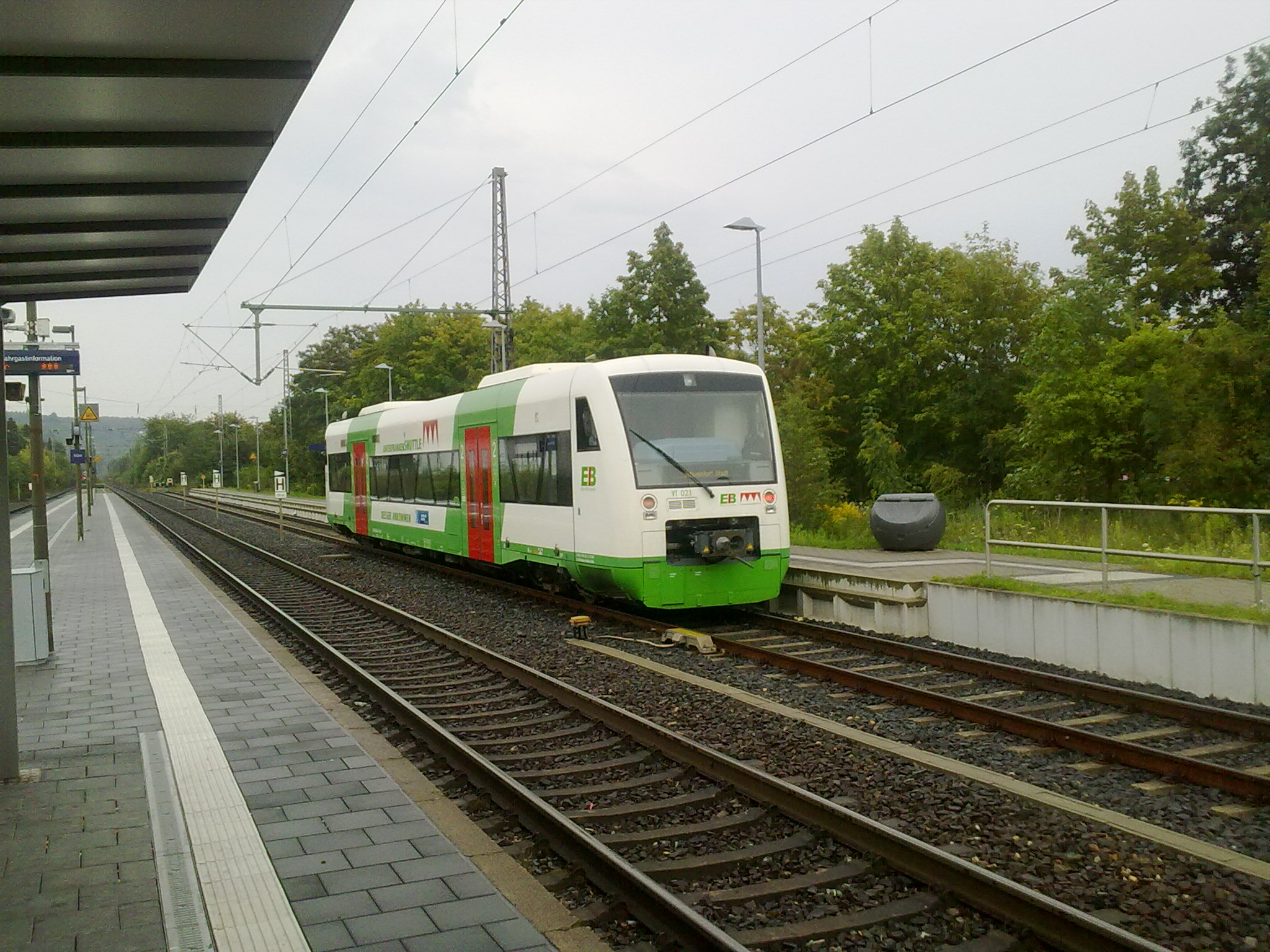
Erfurter Bahn
am Bahnhof Schweinfurt Stadt

Folgende Unternehmen des öffentlichen Verkehrs wanden den Gemeinschaftstarif im VSW-Gebiet an:
| - Allgemeine Personennahverkehrs-GmbH - ALKA-Reisen GmbH & Co. KG - Burlein und Sohn - Danzberger GmbH - Deutsche Bahn - Erfurter Bahn - Friedrich Metz Busbetriebe - Harry Metz Reisen | - Kleinhenz GmbH - Ludwig Metz GmbH - Omnibusverkehr Franken (OVF) (DB Frankenbus) - Schröer GmbH - Seger AG Omnibusreisen - Wagenhäuser-Müller Reisen - Taxi Ruf eG - Stadtwerke Schweinfurt |